# Стойко Микола Михайлович
Микола Михайлович Стойко (Стойко-Радиленко) (2 травня 1894 — 14 вересня 1976) — українсько-французький астроном.

## Роки навчання
Народився 2 травня 1894 року в селі Великий Буялик (нині Іванівського району Одеської області). Це село на початку XIX ст. заснували болгари, які втекли з-під турецького ярма. Батьки Миколи Стойка, Михайло Степанович і Марія Мефодіївна, були заможними селянами. Хрестити майбутнього науковця в одеській Стрітенській церкві. Велика частина його дитинства і юності пройшла в Одесі. Після закінчення ліцею (1912) вступив на математичне відділення Новоросійського університету (так тоді називався нинішній Одеський університет). Ще студентом у 1913 р. Микола Михайлович відвідав Одеську обсерваторію і, як згадує, був вражений тишею цього куточка Одеси — ідеального місця для роботи. Він тоді ще не міг передбачити, що астрономією йому доведеться займатися все життя.
На другому курсі М. Стойко вже вивчає сферичну і практичну астрономію, яку викладав сам О. Я. Орлов — директор Одеської астрономічної обсерваторії, згодом академік, всесвітньо відомий учений, засновник Полтавської гравіметричної і Головної астрономічної обсерваторій. Під керівництвом О. Я. Орлова молодий дослідник розпочав спостереження і був захоплений ентузіазмом вчителя.
М. М. Стойко під керівництвом О. Я. Орлова вивчає теоретичну астрономію, небесну механіку і геодезію. На прохання студентів він відредагував курс сферичної астрономії, який читав О. Я. Орлов і який призначався для публікації. Для цього йому довелося прослухати цей курс вдруге. З 1914 по 1916 р. Стойко працював в Одеській обсерваторії як вільний стажер. За дорученням О. Я. Орлова він обчислював елементи повного сонячного затемнення 21 серпня 1914 р. для України. Одночасно він виконав гармонічний аналіз спостережень з горизонтальним маятником у Юр'єві і Томську з метою пошуку місячно-сонячних припливних коливань виска. Крім того, він визначив елементи орбіти метеорного потоку Лірид, провів обчислення орбіти малої планети Ахіл і комети 1914. Ці обчислення у той час були дуже громіздкими через відсутність будь-яких обчислювальних машин. Довелося використовувати звичайну рахівницю. Загалом було виконано величезну роботу. Тому не дивно, що в 1916 р. його праці були відзначені премією Одеського університету.
З 1916 по 1918 р. М. Стойко служив в армії, після чого вступив до аспірантури, де його навчанням керував О. Я. Орлов. У 1920 р. він захистив магістерську дисертацію і того ж року був відряджений за кордон.

## Діяльність у Франції
Протягом трьох років науковець з Одеси викладав математику в ліцеї м. Плевни (Болгарія). У 1924 р. він приїздить до Парижа і починає працювати у Міжнародному бюро часу. У 1929 р. його призначають астрономом-помічником Паризької обсерваторії, він бере активну участь в астрономічних спостереженнях, вечірніх сеансах прийому і передачі сигналів часу. Відтоді і до кінця своєї офіційної кар'єри М. Стойко був активним астрономом-спостерігачем.
У 1931 р. він захистив у Сорбонні докторську дисертацію на тему «Про вимірювання часу і проблеми, які цього стосуються». Однак, як зазначала співробітниця Паризької обсерваторії Сюзанна Дебарба, Стойко як іноземець не міг розраховувати на швидку й блискучу кар'єру. Тільки у 1939 р. його призначили керівником досліджень у Національному фонді наук, котрий згодом став Національним центром наукових досягнень. Цю посаду він обіймав до 1945 р., одночасно працюючи у Паризькій обсерваторії і очолюючи МБЧ.
Як учений, що сформувався під впливом О. Я. Орлова, Микола Стойко був добре підготовлений для вирішення завдань, які стояли перед МБЧ. Він також брав участь у багатьох міжнародних дослідженнях, пов'язаних з визначенням довгот, рухами материків. Коли йшла підготовка до міжнародного проекту «Визначення довгот у 1926 р.», М. Стойко забезпечував регулярну службу як спостережень, так і їхньої обробки, а також подачі радіосигналів. Його участь у довготній кампанії 1933 р. супроводжувалася рекордною кількістю астрономічних спостережень. На з'їзді Міжнародної астрономічної спілки у 1938 р. у Стокгольмі під час підбиття підсумків довготних кампаній його визнали чемпіоном серед спостерігачів.
Коли у 1939 р. розпочалася Друга світова війна, співробітники Паризької обсерваторії були евакуйовані зі столиці. У Парижі залишилися тільки служби, які мали міжнародні зобов'язання. Серед них було і МБЧ. Його маятниковий годинник перенесли в укриття на глибину 28 м. Роботу МБЧ забезпечували два співробітники — М. Стойко і Н. Кауфман. Подяки на адресу М. Стойка, що містяться у річних звітах Паризької обсерваторії, свідчать про те, що для забезпечення безперервної роботи МБЧ він жив у робочому приміщенні. Як згадує С. Дебарба, М. Стойко як керівник забезпечував чітку роботу МБЧ і був душею цієї організації до самого виходу на пенсію у 1964 р.

## Наукові досягнення
Микола Стойко, як і його вчитель О. Я. Орлов, вивчав рух полюсів Землі і був визнаним авторитетом у цій галузі. Він досліджував усі аспекти цього явища: від короткоперіодичних складових до вікового руху полюсів. Йому пощастило реалізувати багато ідей О. Я. Орлова: під час обчислення всесвітнього часу він враховував рух полюсів, для чого створив при МБЧ термінову службу широти, щоб оперативно визначати координати полюса у так званій системі О. Я. Орлова (система середнього полюса епохи спостережень). Він ввів поправки, врахувавши відкриту ним сезонну нерівномірність обертання Землі. Всесвітній час, що визначається нерівномірним обертанням Землі навколо своєї осі, є також нерівномірним, а для багатьох наукових і прикладних завдань необхідна шкала рівномірного часу. Метод обчислення всесвітнього часу, розроблений М. Стойком, який враховував відомі фактори, що спричиняли нерівномірність земного обертання, дав змогу створити так звану шкалу квазірівномірного часу, котра широко використовувалася в науці і техніці до створення рівномірної і високостабільної атомної шкали часу.
М. Стойко багато зробив для вдосконалення міжнародної служби часу, уточнивши методи обчислення всесвітнього часу на основі астрономічних спостережень різних обсерваторій. Йому належить відкриття сезонної нерівномірності обертання Землі, спричиненої багатьма геофізичними, але переважно метеорологічними факторами. На початку 60-х років він ввів у практику інтегрований атомний час, який базувався на найкращих атомних стандартах багатьох лабораторій і який став основою нинішнього Міжнародного атомного часу — TAI (International Atomic Time).

## Відзначення заслуг
Його заслуги відзначені багатьма науковими нагородами: від Паризької академії наук — премією ім. Лаланда (1930) та премією ім. Дамузо (1932 і 1947); від Королівської академії наук Бельгії — премією ім. Гузмана (1956) тощо. У 1951 р. йому присвоїли звання кавалера ордена Почесного легіону Франції, а в 1938 р. обрали членом-кореспондентом Варшавської академії наук, членом-кореспондентом Бюро довгот.